# Ramón Sánchez
Ramón Alfredo Sánchez Paredes, plus couramment appelé Ramón Sánchez, né le 25 mai 1982 à San Juan Opico (Salvador), est un footballeur international salvadorien qui joue actuellement pour le Zakho FC du Championnat d'Irak de football.

## Biographie

### International
Le 29 juin 2003, il participe à sa première sélection en équipe du Salvador, lors du match Honduras - Salvador (1-1). Le 7 juin 2007, il inscrit son premier but face à Trinité-et-Tobago.
Il a pris part avec la sélection à quatre Gold Cup en 2003, 2007, 2009 et 2011.
Le 20 septembre 2013 il fut radié à vie, avec treize de ses camarades, par la Fédération salvadorienne de football dans le cadre d'une sombre affaire de matches truqués. Malgré cette interdiction il joue pour le Zakho FC car le Championnat iraquien n'est pas reconnu par la FIFA.

## Palmarès
Clubs
- Champion du Salvador en 2003 (Clausura) et 2011 (Apertura).

Sélection
- Jeux d'Amérique centrale et des Caraïbes en 2002.

## Statistiques détaillées

### Buts en sélection
| Buts en sélection de Ramón Sánchez | Buts en sélection de Ramón Sánchez | Buts en sélection de Ramón Sánchez                     | Buts en sélection de Ramón Sánchez | Buts en sélection de Ramón Sánchez | Buts en sélection de Ramón Sánchez | Buts en sélection de Ramón Sánchez |
|                                    | Date                               | Lieu                                                   | Adversaire                         | Score                              | Résultat                           | Compétition                        |
| ---------------------------------- | ---------------------------------- | ------------------------------------------------------ | ---------------------------------- | ---------------------------------- | ---------------------------------- | ---------------------------------- |
| 1.                                 | 7 juin 2007                        | Home Depot Center, Carson (États-Unis)                 | Trinité-et-Tobago                  | 1-1                                | 2-1                                | Gold Cup 2007                      |
| 2.                                 | 24 janvier 2009                    | Estadio Tiburcio Carías Andino, Tegucigalpa (Honduras) | Belize                             | 3-0                                | 4-1                                | Coupe UNCAF 2009                   |

NB : Les scores sont affichés sans tenir compte du sens conventionnel en cas de match à l'extérieur (Salvador-Adversaire)